# Sjösänkning

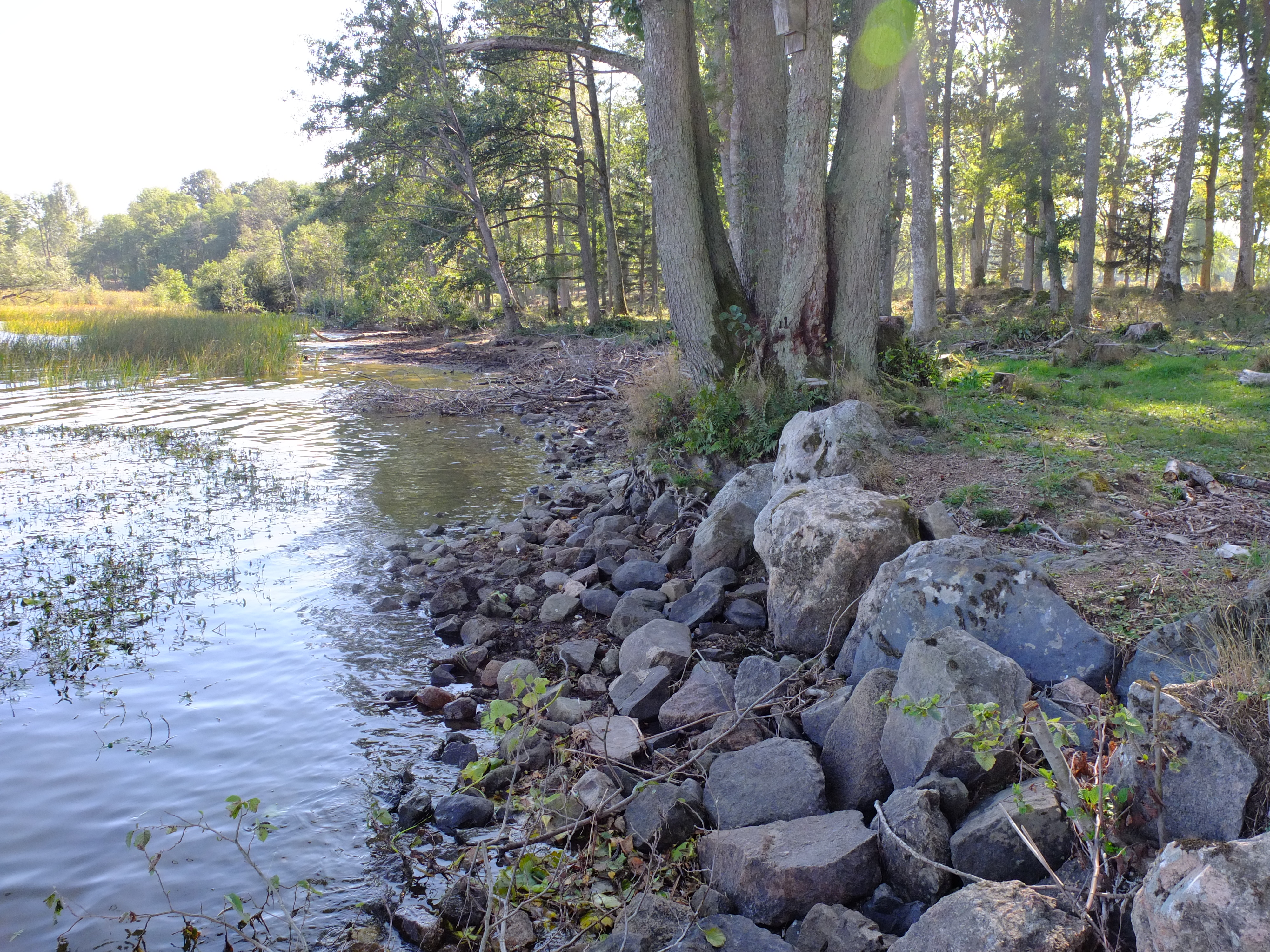
Efter Hjälmarsänkningen finns en synlig skillnad mellan nya och gamla strandlinjen.

Sjösänkning innebär en mer eller mindre kraftig sänkning av en sjös vattenyta och/eller sänkning av grundvattenytan i en våtmark. Syftet har varit att frigöra sjönära vattensjuka marker (våtmark) för nyodling (myrodling) och på senare tid även en förbättrad skogstillväxt i sumpskogar. Sjösänkningar är en form av markavvattning som kan ge stora bieffekter på sjöarnas växt- och djurliv. 
Sjösänkningar kräver i Sverige alltid tillstånd eller helst en vattendom. I Sverige beräknas att cirka 20 000 lagliga sänkningar av sjöar och våtmarker har genomförts, främst under perioden 1880-1950. Många sänkningsföretag har flera delägare, vilket i sig kräver en vattendom.

## Effekter på natur och miljö (Sverige)
Från cirka 1850 till 1950 skedde många sänkningsföretag av sjöar och sjönära våtmarker som sedan odlades upp (myrodling). Effekterna av dessa finns kvar än i dag. Detta har lett till att flera våtmarksberoende organismer har trängts tillbaka eller till och med utrotats. Detta gäller flera fågelarter, grodarter och växter. I Skåne räknar man med att mellan 80 och 90 procent av alla blöta eller fuktiga ängar dikats ut, vilket lett till att bland annat storken haft mycket svårt att klara sig i Sverige.  Andra arter som påverkats negativt av markavvattningar är skärfläcka, brushane och svarthakedopping.
Sjösänkningar minskar sjöns yta och därmed vattenorganismernas livsmiljö. Sjöarna blir grundare, vilket leder till att igenväxningen går fortare. I Uppsala län beräknas endast två sjöar ha undgått sänkningar. Sjöar utgör ofta reproduktionsområden för fisk. Sjösänkningarna minskar arealen lekområden, vilket troligen har en negativ inverkan på dessa fiskpopulationer.

## Återställning
I vissa fall har en sänkning återställts. Hornborgasjön är ett exempel på en lyckad sjöåterställning.